# Liste d'élections en 1967
Chronologie des élections
- 1963
- 1964
- 1965
- 1966
- 1967
- 1968
- 1969
- 1970
- 1971

Cette liste recense les élections organisées durant l'année 1967. Elle inclut les élections législatives et présidentielles nationales dans les États souverains, ainsi que les principaux référendums.
Les élections dans les années 1960 comprennent des élections libres et multipartites dans les États démocratiques indépendants ; des élections préparant des colonies à l'indépendance dans le cadre de la décolonisation ; mais aussi des semblants d'élection dans des États sous régime dictatorial. Dans le contexte de la Guerre froide, ces derniers peuvent être des États socialistes membres du bloc de l'Est et donc subordonnés à l'Union soviétique, des dictatures militaires de droite alignées auprès des États-Unis, ou encore des États autoritaires africains nouvellement indépendants et appartenant à divers courants idéologiques, de droite comme de gauche.
Parmi les États démocratiques, seuls trois connaissent une alternance au pouvoir à la suite d'élections en 1967. En Sierra Leone, la victoire de l'opposition de gauche aux élections législatives du mois de mars constitue la première victoire d'un parti d'opposition en Afrique noire. Siaka Stevens prend la tête du gouvernement, mais ne pourra gouverner qu'à partir de 1968, sa victoire ayant suscité à son encontre un coup d'État, suivi d'un contre-coup d'État. Aux Bahamas (colonie autonome de l'Empire britannique), un gouvernement noir succède pour la première fois à un gouvernement blanc avec la victoire du Parti libéral progressiste aux élections législatives en janvier. En Grenade (ancienne colonie devenue un État associé au Royaume-Uni), la gauche travailliste succède à la droite aux élections du mois d'août.
Dans le bloc de l'Est, des élections à liste unique se déroulent en Hongrie (mars), en Allemagne de l'Est (juillet), et en Corée du Nord (novembre). Aucune candidature d'opposition n'y est possible, et les résultats sont prédéterminés. L'opposition ne peut pas non plus participer de manière significative aux élections qui ont lieu dans les diverses dictatures de droite alignées sur le camp occidental, notamment en Amérique latine : au Nicaragua (février), au Salvador (mars), au Paraguay (mai), mais aussi au Viêt-Nam du Sud (septembre et octobre). Au Libéria, le plus ancien État à parti unique, le dictateur William Tubman (parti True Whig : droite) est réélu formellement pour un cinquième mandat lors de l'élection présidentielle du mois de mai, à laquelle il est le seul candidat.
Dans l'Empire britannique, le Swaziland (avril) et l'île Maurice (août) élisent les gouvernements qui les mènent ensuite à l'indépendance. Le Porto Rico opte par référendum en juillet de demeurer un territoire sous souveraineté des États-Unis, tandis que la Côte française des Somalis (Djibouti) choisit au mois de mars de demeurer un territoire français.

## Par mois

### Janvier
| Date       | Pays    | Élections    | Contexte                                                                    | Résultats |
| ---------- | ------- | ------------ | --------------------------------------------------------------------------- | --- |
| 10 janvier | Bahamas | Législatives | Les Bahamas à cette date sont une colonie autonome de l'Empire britannique. | Parlement sans majorité. Alternance. Le Parti bahamien uni (représentant les milieux d'affaires blancs), au pouvoir, obtient le même nombre de sièges que le Parti libéral progressiste (centre-gauche, représentant principalement la communauté noire). Le PLP parvient à former un gouvernement avec l'appui de l'unique député travailliste. Lynden Pindling devient premier ministre. |
| 25 janvier | Koweït  | Législatives | Il n'y a pas de partis politiques.                                          | Les candidats favorables au gouvernement conservent leur majorité relative des sièges. La plupart des autres sièges reviennent à des candidats indépendants. Le cheikh Jaber al-Ahmad al-Sabah, prince héritier, demeure premier ministre. |
| 29 janvier | Japon   | Législatives |                                                                             | Le Parti libéral-démocrate (droite) conserve la majorité absolue des sièges. Eisaku Satō demeure premier ministre. |

### Février
| Date             | Pays      | Élections                      | Contexte | Résultats |
| ---------------- | --------- | ------------------------------ | --- | --- |
| 5 février        | Nicaragua | Législatives et présidentielle | Le Nicaragua à cette date est une dictature, proche des États-Unis. Une large partie de la population vit dans une extrême pauvreté. Aucune opposition politique réelle n'est tolérée. | Le Parti libéral nationaliste (droite, autoritaire) conserve la majorité absolue des sièges dans les deux chambres. Son candidat Anastasio Somoza Debayle est élu président de la République avec 70,3 % des voix, face à deux autres candidats conservateurs. Il succède à son frère décédé, Luis Somoza Debayle. |
| 15 février       | Pays-Bas  | Législatives                   | | Parlement sans majorité. Le Parti populaire catholique (centre-droit, chrétien-démocrate) conserve la majorité relative, avec moins d'un tiers des sièges. Piet de Jong (PPC) devient premier ministre à la tête d'un gouvernement de coalition de centre-droit incluant le Parti populaire libéral et démocrate (libéral-conservateur), le Parti antirévolutionnaire (conservateur) et l'Union chrétienne historique (chrétienne-démocrate). |
| 17 au 21 février | Inde      | Législatives                   | | Le parti Congrès national indien (socialiste, laïc) conserve la majorité absolue des sièges, malgré un net recul. Indira Gandhi demeure première ministre. |
| 21 février       | Jamaïque  | Législatives                   | | Le Parti travailliste (conservateur) conserve la majorité absolue des sièges. Alexander Bustamante, premier ministre sortant, renonce à un nouveau mandat en raison de problèmes de santé. Donald Sangster, qui exerçait de facto la direction du gouvernement depuis deux ans, devient premier ministre. Sangster meurt un mois et demi plus tard ; Hugh Shearer lui succède.                                                                |
| 25 février       | Samoa     | Législatives                   | Il n'existe pas de partis politiques à cette date. Seuls les matai (chefs de famille autochtones) et les citoyens d'origine étrangère ou métis ont le droit de vote.                   | Tous les députés sont élus sans étiquette. Fiame Mata'afa Faumuina Mulinu'u II demeure premier ministre. |

### Mars
| Date         | Pays                       | Élections                      | Contexte | Résultats |
| ------------ | -------------------------- | ------------------------------ | --- | --- |
| 5 mars       | Salvador                   | Présidentielle                 | Le Salvador à cette date est une dictature militaire, qui tolère toutefois l'existence de partis d'opposition. | Le général Fidel Sánchez Hernández (Parti de la conciliation nationale : droite, parti de l'armée) est élu avec 54,4 % des voix, face à trois autres candidats. |
| 5 et 12 mars | France                     | Législatives                   | | L'alliance de l'Union des démocrates pour la République (droite gaulliste) et des Républicains indépendants (centre-droit) recule, et conserve à un siège près sa majorité absolue. Georges Pompidou demeure premier ministre. |
| 17 mars      | Sierra Leone               | Législatives                   | | Alternance. Le parti Congrès de tout le peuple (gauche) remporte la majorité absolue des sièges, devançant ainsi le Parti du peuple, au pouvoir et accusé de dérives autoritaires. Siaka Stevens devient premier ministre. Ces élections constituent la première victoire pour un parti d'opposition en Afrique noire. Le 21 mars, toutefois, a lieu un coup d'État militaire ; Siaka Stevens est arrêté. Il retrouve le pouvoir l'année suivante, à la faveur d'un contre-coup d'État qui restaure les institutions démocratiques. |
| 19 mars      | Côte française des Somalis | Référendum                     | Dans le cadre de la décolonisation, les habitants sont appelés à choisir le maintien de la souveraineté française avec une autonomie accrue, ou bien l'indépendance complète. | L'option de maintien de la souveraineté française est choisie par 60,6 % des votants. Les protestations des indépendantistes contre les résultats font plusieurs morts. |
| 19 mars      | Gabon                      | Législatives et présidentielle | | Le Bloc démocratique (conservateur), seul parti à présenter des candidats, remporte mécaniquement tous les sièges. Son candidat Léon M'ba est réélu président de la République avec 100 % des voix, étant seul en lice. Il meurt en novembre. Son vice-président Omar Bongo lui succède, et institue officiellement un État à parti unique. |
| 19 mars      | Hongrie                    | Législatives                   | La Hongrie à cette date est une dictature à parti unique. C'est la période du « socialisme du goulash », une version un peu plus ouverte et tolérante que le marxisme-léninisme en vigueur dans les autres pays d'Europe de l'Est. Néanmoins, comme dans les pays voisins, les autorités présentent une liste unique de candidats, les citoyens étant invités à l'approuver. (Sauf dans une poignée de circonscriptions, où il existe un choix entre plusieurs candidats.) Aucune candidature d'opposition n'est possible. | Les candidats sont approuvés officiellement par 99,7 % des votants. Le Parti socialiste ouvrier conserve une large majorité des sièges, les autres revenant à des élus officiellement sans étiquette mais approuvés par le parti. Jenő Fock devient président du Conseil des ministres (premier ministre). Il tente d'introduire des éléments d'économie de marché dans l'économie du pays, mais se heurte à l'opposition du Conseil d'assistance économique mutuelle du bloc soviétique.                                           |
| mars         | Sikkim                     | Législatives                   | Le Sikkim à cette date est un royaume autonome sous protectorat indien. | Parlement sans majorité. Le parti Congrès national du Sikkim (multi-ethnique, anti-monarchiste) obtient une majorité relative des sièges. |
| mars         | Suriname                   | Législatives                   | Le Suriname à cette date est un pays constitutif du Royaume des Pays-Bas. Il jouit d'une pleine autonomie, sauf en matière de politique étrangère et de défense. | Parlement sans majorité. Le Parti national conserve sa majorité relative des sièges. Johan Adolf Pengel (Parti national) demeure premier ministre. |

### Avril
| Date           | Pays      | Élections    | Contexte                                                             | Résultats |
| -------------- | --------- | ------------ | -------------------------------------------------------------------- | --- |
| 19 et 20 avril | Swaziland | Législatives | Ces élections préparent ce protectorat britannique à l'indépendance. | Le Mouvement national imbokodvo (royaliste) remporte tous les sièges, malgré la participation de trois autres partis à l'élection. Le prince Makhosini Dlamini est nommé premier ministre, le premier de l'histoire du pays. Sous le règne du roi Sobhuza II, le Swaziland obtient sa pleine indépendance l'année suivante. |
| 27 avril       | Jordanie  | Législatives | Les partis politiques sont interdits.                                | Tous les députés sont élus sans étiquette. Saad Jumaa est nommé premier ministre. |

### Mai
| Date   | Pays         | Élections      | Contexte | Résultats |
| ------ | ------------ | -------------- | --- | --- |
| 2 mai  | Liberia      | Présidentielle | La population autochtone a désormais le droit de vote, mais le Libéria demeure un régime autoritaire et répressif où le pouvoir est exercé par les descendants de colons noir-américains. | Seul candidat, le président William Tubman (parti True Whig : droite) est automatiquement réélu pour un cinquième mandat avec 100 % des voix.                                                                                                 |
| 3 mai  | Corée du Sud | Présidentielle | | Park Chung-hee (Parti républicain démocratique : droite autoritaire, corporatiste) est réélu avec 51,4 % des voix face à cinq autres candidats. Des élections législatives ont lieu en juin.                                                  |
| 7 mai  | Paraguay     | Législatives   | Élection d'une assemblée constituante. Les résultats sont falsifiés. Dans la pratique, le pays est une dictature militaire. | Le Parti colorado (droite autoritaire) remporte la majorité absolue des sièges, et introduit une nouvelle constitution. Elle permet notamment au président autocrate Alfredo Stroessner de briguer deux nouveaux mandats à la tête de l'État. |
| 27 mai | Australie    | Référendums    | Deux référendums simultanés, portant sur deux propositions de réformes constitutionnelles. Les citoyens sont invités à se prononcer sur les questions suivantes : Les personnes aborigènes doivent-elles être comptabilisées dans le recensement, et les autorités fédérales doivent-elles pouvoir légiférer à leur égard ? Et doit-il être possible d'accroître la taille de la Chambre des représentants sans accroître nécessairement celle du Sénat ? | La première proposition est approuvée par 90,8 % des votants, et par une large majorité des votants dans tous les États. La seconde est rejetée, n'obtenant que 40,3 % de suffrages favorables et n'étant approuvée que dans un État sur six. |

### Juin
| Date         | Pays                         | Élections    | Contexte | Résultats |
| ------------ | ---------------------------- | ------------ | --- | --- |
| 8 juin       | Corée du Sud                 | Législatives | Ce scrutin fait suite à l'élection présidentielle du mois de mai. | Le Parti républicain démocratique (droite autoritaire, corporatiste) conserve une large majorité absolue des sièges. |
| 11 juin      | Islande                      | Législatives | | Parlement sans majorité. Le Parti de l'indépendance (conservateur) conserve la majorité relative des sièges dans les deux chambres. Bjarni Benediktsson (PI) demeure premier ministre, à la tête d'un gouvernement de coalition avec le Parti social-démocrate. |
| 4 au 16 juin | République du Congo-Kinshasa | Référendum   | Les citoyens sont appelés à approuver une nouvelle Constitution. Celle-ci instaure un régime présidentiel, où le président est élu par le parlement puis approuvé par plébiscite. Elle donne le droit de vote aux femmes, et réduit à deux le nombre de partis politiques autorisés. | La Constitution est approuvée par 97,8 % des votants. |

### Juillet
| Date       | Pays               | Élections    | Contexte | Résultats |
| ---------- | ------------------ | ------------ | --- | --- |
| 2 juillet  | Allemagne de l'Est | Législatives | L'Allemagne de l'Est (RDA) à cette date est une dictature de facto à parti unique. Bien qu'une diversité de partis existe officiellement, ils sont tous subordonnés aux autorités communistes. La répartition des sièges entre les partis est décidée par avance ; les autorités présentent une liste unique de candidats, les citoyens étant invités à l'approuver. | Les candidats sont approuvés officiellement par 99,93 % des votants. En apparence, ces élections produisent un parlement sans majorité, où le Parti socialiste unifié (SED, marxiste-léniniste) dispose de seulement un quart des sièges. Dans la pratique, les autres partis sont soumis à sa direction. Willi Stoph (SED) demeure président du conseil des ministres. |
| 2 juillet  | Mexique            | Législatives | | Le Parti révolutionnaire institutionnel (corporatiste, centriste) conserve la très large majorité des sièges. |
| 23 juillet | Porto Rico         | Référendum   | Les citoyens sont invités à choisir entre trois statuts pour leur pays : le maintien du statut de commonwealth (c'est-à-dire de territoire non-incorporé sous souveraineté des États-Unis) ; devenir un État fédéré des États-Unis ; ou bien accéder à l'indépendance.                                                                                               | L'option du statu quo est approuvée par 60,4 % des votants. |

### Août
| Date    | Pays    | Élections    | Contexte | Résultats |
| ------- | ------- | ------------ | --- | --- |
| 4 août  | Iran    | Législatives | Élection des deux chambres du Parlement, ainsi que d'une assemblée constituante. L'Iran à cette date est une monarchie autocratique pro-occidentale. | Le Parti du Nouvel Iran (centre-droit) conserve la majorité absolue au Parlement, et remporte la majorité absolue des sièges à l'assemblée constituante également. Amir Abbas Hoveida demeure premier ministre.                           |
| 7 août  | Maurice | Législatives | Ces élections préparent cette colonie britannique à l'indépendance.                                                                                  | Le Parti travailliste (gauche) et ses alliés de la coalition « Parti pour l'indépendance » remportent une majorité absolue des sièges. Seewoosagur Ramgoolam demeure premier ministre, et mène le pays à l'indépendance l'année suivante. |
| 24 août | Grenade | Législatives | La Grenade, ancienne colonie, est devenue en avril un État associé au Royaume-Uni, autonome sur le plan de la politique intérieure.                  | Alternance. Le Parti travailliste unifié (socialiste) remporte une majorité absolue des sièges. Sir Eric Gairy devient premier ministre.                                                                                                  |

### Septembre
| Date         | Pays                   | Élections      | Contexte | Résultats |
| ------------ | ---------------------- | -------------- | --- | --- |
| 2 septembre  | République du Viêt Nam | Sénatoriales   | Ces élections ont lieu durant la guerre du Viêt Nam. Le Viêt Nam du Sud à cette date est un régime autoritaire. Officiellement, ces élections doivent remplacer la junte au pouvoir par un régime civil et démocratique. Mais toute opposition au régime est censurée.                              | Les six listes arrivées premières se voient octroyées chacune un sixième des sièges, quel que soit leur score. La plupart des élus sont des proches du gouvernement. Une élection présidentielle a lieu le lendemain, et des élections législatives en octobre. |
| 3 septembre  | République du Viêt Nam | Présidentielle | Voir ci-dessus. | Nguyễn Văn Thiệu, chef de la junte, est élu avec 34,8 % des voix, face à neuf autres candidats. |
| 10 septembre | Gibraltar              | Référendum     | Les citoyens sont invités à choisir entre le maintien de la souveraineté britannique sur Gibraltar, avec un statut d'autonomie, ou bien l'intégration du territoire à l'Espagne, avec un statut particulier encore non-défini. L'Espagne à cette date est une dictature.                            | Les citoyens votent à 99,6 % pour la première proposition. L'Espagne réagit en fermant sa frontière avec Gibraltar. |
| 23 septembre | Nouvelle-Zélande       | Référendums    | Deux référendums simultanés. Les citoyens sont invités à se prononcer sur les questions suivantes : La durée du mandat parlementaire doit-elle être portée à quatre ans, au lieu de trois ? Et l'obligation pour les bars dans les hôtels de fermer à six heures du soir doit-elle être maintenue ? | Les Néo-Zélandais se prononcent contre la réforme de la durée de la législature, à 68,1 %, mais en faveur de l'ouverture des bars au-delà de 18h, à 64,5 %. Cette dernière réforme est donc mise en œuvre.                                                      |

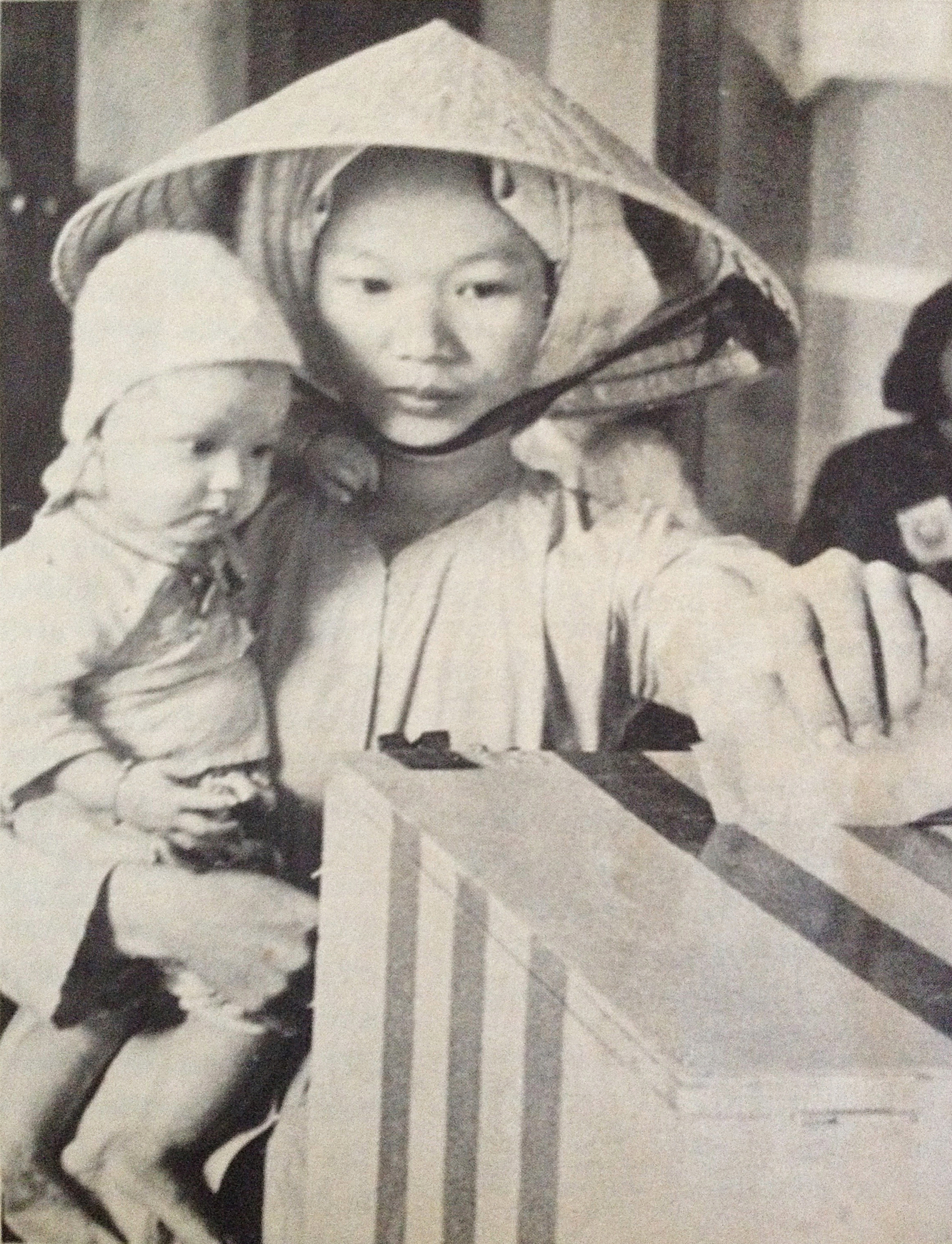
Une citoyenne place son bulletin dans l'urne, lors des élections sud-viêtnamiennes de 1967.

### Octobre
| Date       | Pays                   | Élections    | Contexte | Résultats |
| ---------- | ---------------------- | ------------ | --- | --- |
| 22 octobre | République du Viêt Nam | Législatives | Ces élections ont lieu durant la guerre du Viêt Nam. Le Viêt Nam du Sud à cette date est un régime autoritaire. Officiellement, ces élections doivent remplacer la junte au pouvoir par un régime civil et démocratique. Mais toute opposition au régime est censurée. Une élection présidentielle a eu lieu en septembre. | La plupart des députés sont élus sans étiquette. Le militaire Nguyễn Văn Lộc est nommé premier ministre. |
| 29 octobre | Suisse                 | Législatives | | Parlement sans majorité. Le Parti socialiste (gauche) conserve sa majorité relative des sièges au Conseil national, tandis que le Parti démocrate-chrétien (centre-droit) la conserve au Conseil des États. |

### Novembre
| Date        | Pays          | Élections    | Contexte | Résultats |
| ----------- | ------------- | ------------ | --- | --- |
| 14 novembre | Philippines   | Référendum   | Les citoyens sont invités à se prononcer sur les questions suivantes : La taille de la Chambre des représentants doit-elle être accrue ? Et les députés peuvent-ils être autorisés à se porter candidats pour l'élection en 1971 d'une assemblée constituante, sans renoncer à leur mandat législatif ? | Les deux propositions sont rejetées, respectivement par 82,0 et 83,5 % des votants. |
| 25 novembre | Corée du Nord | Législatives | La Corée du Nord est une dictature à coalition unique. Seuls les partis membres de la coalition Front démocratique pour la réunification de la patrie sont autorisés. Le Front présente un candidat unique par circonscription, que les électeurs sont invités à approuver.                             | Le Parti du travail de Corée (marxiste-léniniste) conserve la grande majorité des sièges, les autres revenant à des partis-satellites au sein de la 'coalition'. Officiellement, les candidats sont tous approuvés avec 100 % de suffrages favorables, et un taux de participation de 100 %. Kim Il-sung, président du comité central du Parti du travail, demeure premier ministre. |

### Décembre
| Date        | Pays  | Élections    | Contexte | Résultats |
| ----------- | ----- | ------------ | --- | --- |
| 19 décembre | Nauru | Législatives | Élection d'une assemblée constituante, en amont de l'indépendance du pays. Il n'existe pas de partis politiques. | Tous les membres de l'assemblée sont élus sans étiquette. Ils finalisent et approuvent la Constitution, et le pays obtient sa pleine indépendance le 31 janvier 1968. |